# Saurophaganax maximus
Saurophaganax maximus ("supremo entre los lagartos asesinos") es la única especie del género dudoso de dinosaurio saurisquio Saurophaganax, que vivió a finales del período Jurásico, hace aproximadamente entre 150 a 145 millones de años, durante el Kimmeridgiense al Titoniense, en lo que es hoy Norteamérica. Fue un dinosaurio saurisquio de gran tamaño, posiblemente un saurópodo, del Jurásico superior de la Formación Morrison de Oklahoma, Estados Unidos. Este taxón se consideró históricamente como representante de una especie de Allosaurus o un alosáurido muy grande. Sin embargo, los nuevos exámenes de los especímenes atribuidos sugirieron que se trata de una quimera de múltiples géneros de dinosaurios, ya que algunos especímenes probablemente pertenecen a un saurópodo diplodócido, mientras que los otros especímenes referidos podrían reasignarse a una nueva especie de Allosaurus, Allosaurus anax.

## Descubrimiento e investigación
En 1931 y 1932, John Willis Stovall descubrió restos de un gran dinosaurio cerca de Kenton en el condado de Cimarron, Oklahoma, en capas del último Kimmeridgiano. En 1941, Stovall los denominó "Saurophagus maximus" en un artículo de la periodista Grace Ernestine Ray. El nombre genérico se deriva del griego σαυρος, sauros , "lagarto" y φάγειν , phagein, "comer", con el significado compuesto de "comedor de lagartos". El epíteto maximus específico significa "el más grande" en latín. Debido a que el artículo de nomenclatura no contenía una descripción, el nombre siguió siendo un nomen nudum. En 1987, Spencer George Lucas hizo erróneamente de OMNH 4666, una tibia, el lectotipo, sin saber que Saurophagus era un inválido.

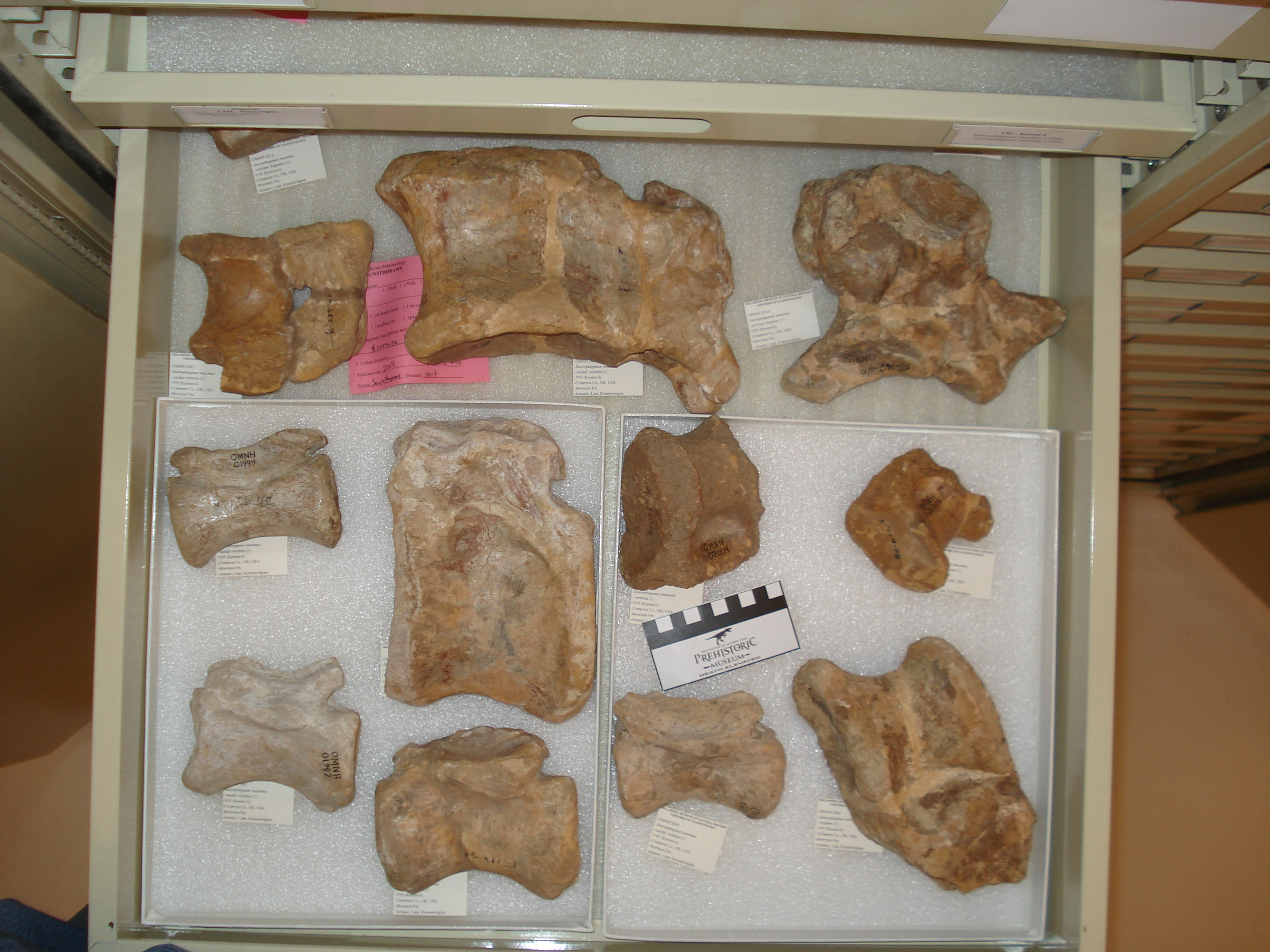
Un cajón de vértebras asignadas históricamente a Saurophaganax, Museo de Historia Natural de Oklahoma.

Más tarde, se descubrió que el nombre Saurophagus estaba preocupado. En 1831, ya se lo había dado William Swainson a un tirano-papamoscas, un devorador existente de lagartos taxonómicamente verdaderos. En 1995, Daniel Chure nombró un nuevo género, Saurophaganax , agregando el sufijo griego -άναξ, anax , que significa "gobernante", al nombre anterior. Chure también encontró que OMNH 4666 no era diagnóstico en relación con Allosaurus, por lo que eligió OMNH 01123, un arco neural, como el holotipo de Saurophaganax. Debido al cambio de lectotipo Saurophaganax no es un cambio de nombre de "Saurophagus".  Es de remarcar que la especie tipo Saurophaganax maximus no es considerada coespecífica con Saurophagus maximus, que es considerada invalida, de esta manera Saurophaganax no es un nuevo nombre de Saurophagus.  Gran parte del material denominado informalmente "Saurophagus maximus", es decir, aquellos elementos de diagnóstico que podían distinguirse de Allosaurus, fueron referidos a Saurophaganax maximus por Chure. Estos son huesos desarticulados de al menos cuatro individuos.  Esto crea un problema ya que el espécimen tipo original no era diagnóstico, mientras que el material descrito por Dan Chure sí lo es.
Saurophaganax es el fósil oficial del estado de Oklahoma, y se puede ver un gran esqueleto de Saurophaganax como terópodo en el Salón Jurásico del Museo Sam Noble de Historia Natural de Oklahoma . Aunque el material de Saurophaganax más conocido se encontró en el territorio de Oklahoma, en el norte de Nuevo México se ha encontrado un posible material de Saurophaganax, NMMNH P-26083, un esqueleto parcial que incluye un fémur, varias vértebras de la cola y un hueso de la cadera.
En 2024, Danison y sus colegas revisaron la referencia de varios especímenes asignados a Saurophaganax maximus, incluido el arco neural del holotipo fragmentario, OMNH 1123, basándose en su análisis comparativo. Sugirieron que el holotipo no podía considerarse con seguridad como un terópodo o un saurópodo, aunque las complejas láminas accesorias son más comparables a las de los saurópodos, especialmente algunos especímenes juveniles de Apatosaurus. Algunos especímenes referidos probablemente pertenecen más bien a diplodócidos que al gran alosáurido de la cantera Kenton 1. Dado que el arco neural del holotipo es tan fragmentario, los investigadores no podían referirlo con seguridad a un terópodo o un saurópodo, por lo que consideran que Saurophaganax maximus es dudoso.

## Literatura
- The World Encyclopedia of Dinosaurs and Prehistoric Creatures by Dougal Dixon
- Jurassic West